# Lone Lindorff
Lone Lindorff (* 23. Juli 1937 in Kopenhagen) ist eine dänische Schauspielerin.

## Leben
Lone Lindorff wuchs als Tochter der Schauspielerin Bodil Lindorff und des Lehrers Knud Høyer (1901–?) In Kopenhagen auf. Ihre Tante Henny Lindorff Buckhøj und ihr Cousin Jørgen Buckhøj waren ebenfalls als Schauspieler tätig.
Nach ihrem Schulabschluss absolvierte sie von 1953 bis 1956 ihre Schauspielausbildung an der Staatlichen Theaterhochschule in Kopenhagen. Sie wirkte als Bühnendarstellerin an mehreren Theatern, so auch am Königlichen Theater Kopenhagen, am Folketeatret, am Odense Teater, am Aarhus Teater oder am Theater Helsingør. Seit 1955 hat Lindorff als Schauspielerin vor der Kamera in bislang mehr als 60 Film-und-Fernsehproduktionen mitgewirkt. Sie erhielt im Laufe ihrer Karriere mehrere Auszeichnungen, so unter anderem im Jahr 1973 als Beste Nebendarstellerin auch den Bodil. Gelegentlich arbeitete sie auch als Synchronsprecherin für Zeichentrickfilme.
Lone Lindorff ist mit dem Schriftsteller Hans Ovesen (* 1943) liiert.

## Filmografie (Auswahl)
- 1955: Die Verblendeten
- 1966: Zieh’ dich an, Komtesse
- 1966: Untreue
- 1967: Mögen Sie Austern ?
- 1975: Nehmen Sie es wie ein Mann, Madame!
- 1978: Else Kant
- 1983: Zappa
- 1984: Twist & Shout – Rock'n'Roll und erste Liebe
- 1993: Das Geisterhaus
- 1998: Idioten
- 2002: Die fünfte Frau (TV-Zweiteiler)
- 2005: Rufmord
- 2006: Anna Pihl – Auf Streife in Kopenhagen (Fernsehserie, 1 Folge)
- 2009: Deliver Us from Evil (Fri os fra det onde)